# الخدير القبلي (القطن)
'

تعديل مصدري - تعديل

الخدير القبلي هي إحدى قرى عزلة القطن بمديرية القطن التابعة لمحافظة حضرموت، بلغ تعداد سكانها 145 نسمة حسب تعداد اليمن لعام 2004.